# Halowe Mistrzostwa Europy w Lekkoatletyce 1981 – bieg na 50 m przez płotki kobiet
Bieg na 50 metrów przez płotki kobiet – jedna z konkurencji biegowych rozgrywanych podczas halowych lekkoatletycznych mistrzostw Europy w Palais des Sports w Grenoble. Eliminacje, półfinały i bieg finałowy zostały rozegrane 21 lutego 1981. Zwyciężyła reprezentantka Polski Zofia Bielczyk, który tym samym obroniła tytuł zdobyty na poprzednich mistrzostwach. Bielczyk w finale wyrównała wynikiem 6,74 s nieoficjalny halowy rekord świata, który od 1973 należał do Annelie Ehrhardt z Niemieckiej Republiki Demokratycznej.

## Rezultaty

### Eliminacje
Rozegrano 3 biegi eliminacyjne, do których przystąpiło 17 biegaczek. Awans do półfinału dawało zajęcie jednego z pierwszych trzech miejsc w swoim biegu (Q). Skład półfinałów uzupełniły trzy zawodniczki z najlepszym czasem wśród przegranych (q).
Opracowano na podstawie materiału źródłowego.
Bieg 1
| Miejsce | Zawodniczka        | Czas | Uwagi |
| ------- | ------------------ | ---- | ----- |
| 1       | Lidija Guszewa     | 6,85 | Q     |
| 2       | Elżbieta Rabsztyn  | 6,93 | Q     |
| 3       | Xénia Siska        | 6,93 | Q     |
| 4       | Michèle Chardonnet | 7,03 | q     |
| 5       | Helle Sichlau      | 7,29 |       |
| 6       | Petra Prenner      | 7,35 |       |

Bieg 2
| Miejsce | Zawodniczka             | Czas | Uwagi |
| ------- | ----------------------- | ---- | ----- |
| 1       | Marija Kiemienczeży     | 6,83 | Q,    |
| 2       | Silvia Kempin           | 6,93 | Q     |
| 3       | Emilija Kunowa          | 7,05 | Q     |
| 4       | Maria José Martínez     | 7,19 |       |
| 5       | Lisbeth Nissen Pedersen | 7,68 |       |
| –       | Laurence Elloy          | DNF  |       |

Bieg 3
| Miejsce | Zawodniczka       | Czas | Uwagi |
| ------- | ----------------- | ---- | ----- |
| 1       | Tatjana Anisimowa | 6,95 | Q     |
| 2       | Zofia Bielczyk    | 6,96 | Q     |
| 3       | Edith Oker        | 6,97 | Q     |
| 4       | Laurence Monclar  | 7,02 | q     |
| 5       | Yvette Wray       | 7,15 | q     |

### Półfinały
Rozegrano 2 biegi półfinałowe, w których wystartowało 12 biegaczek. Awans do finału dawało zajęcie jednego z trzech pierwszych miejsc w swoim biegu (Q).
Opracowano na podstawie materiału źródłowego.
Bieg 1
| Miejsce | Zawodniczka        | Czas | Uwagi |
| ------- | ------------------ | ---- | ----- |
| 1       | Silvia Kempin      | 6,83 | Q, =  |
| 2       | Tatjana Anisimowa  | 6,89 | Q     |
| 3       | Lidija Guszewa     | 6,89 | Q     |
| 4       | Elżbieta Rabsztyn  | 6,90 |       |
| 5       | Michèle Chardonnet | 6,98 |       |
| 6       | Yvette Wray        | 7,03 |       |

Bieg 2
| Miejsce | Zawodniczka         | Czas | Uwagi |
| ------- | ------------------- | ---- | ----- |
| 1       | Zofia Bielczyk      | 6,84 | Q     |
| 2       | Marija Kiemienczeży | 6,86 | Q     |
| 3       | Xénia Siska         | 6,89 | Q     |
| 4       | Laurence Monclar    | 7,01 |       |
| 5       | Emilija Kunowa      | 7,10 |       |
| –       | Edith Oker          | DNF  |       |

### Finał
Opracowano na podstawie materiału źródłowego.
| Miejsce | Zawodniczka         | Czas | Uwagi |
| ------- | ------------------- | ---- | ----- |
| 1       | Zofia Bielczyk      | 6,74 | =     |
| 2       | Marija Kiemienczeży | 6,80 |       |
| 3       | Tatjana Anisimowa   | 6,81 |       |
| 4       | Silvia Kempin       | 6,84 |       |
| 5       | Lidija Guszewa      | 6,89 |       |
| 6       | Xénia Siska         | 7,02 |       |